# HES International
HES International werd opgericht in 1908. Het is thans een houdstermaatschappij van bedrijven die logistieke diensten in havens verlenen. Het gaat om het lossen en laden van droge en natte bulkproducten in en uit zeeschepen, kustvaarders, lichters, treinen en vrachtauto's en om tijdelijke opslag. Op jaarbasis wordt door de bedrijven binnen de HES-groep 60 à 70 miljoen ton aangevoerde lading gelost.

## Activiteiten
HES International is een van de grootste onafhankelijke aanbieders van op- en overslag diensten in de natte en droge bulk sector in Europa. Zij vertegenwoordigen 18 terminals in 8 landen. De terminals liggen op locaties waar schepen met grote diepgang kunnen komen en van waaruit de bulkgoederen per binnenvaartschip, vrachtwagen of via het spoor worden afgevoerd. De bulkproducten zijn voornamelijk bestemd voor industriële eindgebruikers en worden onder meer gebruikt als grondstoffen voor de energiemarkt, de staal- en aluminiumindustrie en de voedingsmiddelenindustrie.
Het grootste deel van de activiteiten is in Nederland geconcentreerd. Verder is HES actief in onder andere Duitsland, Polen, Frankrijk en het Verenigd Koninkrijk. HES Beheer was tot de overname door Hestya in 2014 beursgenoteerd.

### Belangrijkste onderdelen en deelnemingen
Hieronder de belangrijkst onderdelen en deelnemingen, HES International heeft 100% van de aandelen tenzij anders vermeld.
- Europees Massagoed Overslagbedrijf (EMO) is strategisch gelegen op de Maasvlakte in de haven van Rotterdam. De grotendeels geautomatiseerde terminal fungeert als hub voor droge bulkproducten (ijzererts, steenkool) voor Europa. De achterlandverbindingen via het water en spoor maken EMO de toegangspoort verder Europa in.
- European Bulk Services (EBS) beschikt over twee terminals in de haven van Rotterdam, te weten Sint Laurenshaven en Europoort. EBS biedt zowel open als gesloten opslag aan voor diverse droge bulk producten zoals mineralen, agribulk, biomassa, ijzererts en kolen. Een ambitieus masterplan vergroot de gesloten opslagcapaciteit in 2020 naar meer dan 800.000 m³.
- HES Botlek Tank Terminal B.V. (HBTT). HBTT is een opslagterminal voor natte bulk producten. In 2018 is de capaciteit verdubbelt naar 490.000 m³. In 2019 komt daar nog een uitbreiding van 6 tanks voor biobrandstoffen bij met een gezamenlijke capaciteit van 20.000 m³.
- HES Hartel Tank Terminal B.V. (HHTT). HHTT is een terminal in ontwikkeling op de Maasvlakte in de haven van Rotterdam. Op het 27 hectare grote terrein zullen 54 tanks komen met en gezamenlijke opslagcapaciteit van 1,3 miljoen m³. Deze opslagcapaciteit is bestemd voor Clean Petroleum producten zoals diesel, kerosine en biobrandstoffen. De terminal zou naar verwachting in het derde kwartaal van 2021 operationeel worden, maar na een brand ging dit bedrijfsonderdeel in januari 2023 failliet.[1]
- HES Wilhelmshaven Tank Terminal. (HWTT). HWTT is de grootste onafhankelijk tank terminal in het Duitse Wilhelmshaven met een opslagcapaciteit van 1,3 miljoen m³ voor diverse olieproducten en LPG.
- OBA Group B.V. (OBA). OBA is een echte multipurpose terminal in de haven van Amsterdam met een toonaangevende positie in het ARA gebied (Amsterdam-Rotterdam-Antwerpen. OBA werkt voor internationale opdrachtgevers uit verschillende sectoren, zoals de energie- en staalsector, de diervoederindustrie, de chemische industrie, bouwbedrijven en de recycling industrie. Met zo’n 20 miljoen ton aan producten per jaar is OBA het grootste overslagbedrijf in de regio. Op 1 maart 2022 heeft HES de resterende 25% van de aandelen overgenomen van mede-eigenaar Oxbow waarmee HES de enige aandeelhouder is geworden.[2]
- HES Humber Bulk Terminal (voormalig NHBS). De terminal is strategisch gelegen in de Humber regio en biedt zowel gesloten als open opslag aan voor diverse droge bulk producten.
- OVET Holding B.V. (belang HES International, 49,9%) is met terminals en drijfkranen actief in de havens van Terneuzen en Vlissingen en ankerplaatsen in de Westerschelde.

### Resultaten
As houdstermaatschappij heeft HES Beheer diverse belangen. Volledig geconsolideerd worden HES Beheer, EBS en NHBS. De bedrijven OBA Group, Rotterdam Bulk Terminal en Botlek Tank Terminal worden proportioneel, elk voor 50%, geconsolideerd. De winst of het verlies van de niet-geconsolideerde deelnemingen, waarvan EMO en OVET Holding de belangrijkste zijn, wordt in overeenstemming met het deelnemingspercentage in de winst- en verliesrekening vermeld onder aandeel in resultaat deelnemingen.
| Jaar | Omzet  | Nettoresultaat | Personeels- leden (×1) | Lading Proportioneel (×ton) | Lading Totaal (×ton) |
| ---- | ------ | -------------- | ---------------------- | --------------------------- | -------------------- |
| 2000 | € 46,5 | € -6,5         | n.b.                   | n.b.                        | n.b.                 |
| 2005 | € 63,4 | € 11,0         | n.b.                   | n.b.                        | n.b.                 |
| 2006 | € 63,2 | € 8,8          | n.b.                   | n.b.                        | n.b.                 |
| 2007 | € 69,9 | € 14,4         | 312                    | 30,6                        | 61,6                 |
| 2008 | € 78,3 | € 14,4         | 300                    | 35,5                        | n.b.                 |
| 2009 | € 66,5 | € 16,7         | 283                    | 23,9                        | n.b.                 |
| 2010 | € 75,8 | € 21,9         | 291                    | 28,1                        | 57                   |
| 2011 | € 78,1 | € 24,3         | 288                    | 30,6                        | 62                   |
| 2012 | € 87,5 | € 25,6         | 291                    | 33,3                        | 59                   |
| 2013 | € 97,1 | € 25,3         | 283                    | 38,6                        | 67                   |

## Geschiedenis
H.E.S. (Haven- en Scheepvaartbedrijven) N.V. werd in 1908 opgericht. Achter het bedrijf zaten graanhandelaren, de graanverwerkende industrie, reders, cargadoors en stuwadoors. Na de opening van de Nieuwe Waterweg in 1872 maakte de haven een sterke groei door. Over de Rijn werden de goederen als ijzererts, steenkool en granen vanuit en naar Rotterdam vervoerd. Tot circa 1983 was HES vooral actief  op het gebied van de graanoverslag met dochteronderneming Graan Elevator Maatschappij (GEM). Vanaf dat jaar werd niet alleen uitbreiding van de activiteiten gezocht, maar ook een verbreding van het productenpakket.
Medio jaren tachtig van de vorige eeuw werden belangrijke stappen gezet. De eerste actie was de ontwikkeling van New Holland Bulk Services in North Lincolnshire en twee jaar later gevolgd door een vestiging in Hull. In twee stappen, in 1985 en 1991, werd Frans Swarttouw BV overgenmomen. Dit stuwadoorsbedrijf was al sinds 1887 actief in de Rotterdamse haven met de overslag van vooral steenkool en industriële metalen. In 1985 werden ook twee deelnemingen gekocht, EMO op de Rotterdamse Maasvlakte en het Overslagbedrijf Terneuzen (OVET). In 1993 werden Frans Swarttouw, GEM en Interstevedoring, overgenomen in 1991, gebundeld in een bedrijf European Bulk Services. In 1986 werd ook nog het Ierse Bell Lines, een containerrederij, overgenomen. Dit was van korte duur en in 1993 werd deze activiteit alweer verkocht. In 2008 werd het belang in Botlek Tank Terminal vergroot naar 50% en werd het actief in de over- en opslag van natte bulk producten.

### Overname van HES
In november 2013 berichtte HES Beheer exclusieve onderhandelingen te voeren met Hestya met betrekking tot een overname. De onderhandelingen duurde langer dan verwacht en in januari 2014 werd de termijn verlengd. In februari stapte bestuursvoorzitter van HES Harmen Sliep onverwacht en met onmiddellijke ingang op om 'persoonlijke redenen'. De onderhandelingen gingen door, tot onvrede van het personeel van HES dat in maart protesteerde bij een aantal dochterbedrijven in Amsterdam. Later in het jaar vroeg de Vereniging van Effectenbezitters HES om meer informatie over het bod van Hestya. De VEB was ook van mening dat het havenbedrijf voor een te lage prijs werd verkocht en daarom beter zelfstandig kon blijven. In de tussentijd werd het bod van 43,64 euro per aandeel geformaliseerd en begon de eerste aanmeldingstermijn. Hestya kreeg meer dan 95% van alle uitstaande aandelen in handen en op 3 november 2014 verdween het aandeel van de beurs. De uiteindelijke aandeelhouders zijn de particuliere private-equity-investeringsmaatschappijen Riverstone, met een belang van 70%, en The Carlyle Group met 30% van de aandelen.
Medio 2017 maakten de twee Amerikaanse aandeelhouders bekend HES Beheer weer te willen verkopen. Ruim drie jaar eerder kochten zij het bedrijf voor ongeveer 400 miljoen euro. De aandeelhouders hebben fors geïnvesteerd in de modernisering van bestaande en de bouw van nieuwe terminals. Begin april 2018 werd bekend dat het bedrijf wordt overgenomen door investeringsfondsen van het Australische Macquarie en Goldman Sachs. Op 15 maart 2019 werd de transactie definitief en zijn Macquarie Infrastructure and Real Assets, beheerd via Macquarie European Infrastructure Fund 5, en West Street Infrastructure Partners III, beheerd door Goldman Sachs de nieuwe eigenaren.